# Stav (fyzika)
Stav je ve fyzice souhrn všech vlastností daného fyzikálního systému, které v daném časovém okamžiku plně charakterizují jeho chování. Obsahuje informaci o všech pozorovatelných veličinách. Způsob charakterizace závisí na konkrétní oblasti fyziky a typu systému.

## Klasická mechanika
V klasické mechanice je stav charakterizován pomocí zobecněných souřadnic {\displaystyle q_{i}} a zobecněných rychlostí {\displaystyle {\dot {q}}_{i}} (nebo hybností {\displaystyle p_{i}}). Formálně lze popsat jako bod ve fázovém prostoru. Jeho vývoj se řídí Newtonovy zákony, ekvivalentně lze popsat pomocí Lagrangeových rovnic nebo Hamiltonových rovnic. Příklady:
- hmotný bod v trojrozměrném prostoru lze popsat pomocí polohy {\displaystyle \mathbf {r} } a rychlosti {\displaystyle \mathbf {v} } (případně hybnosti {\displaystyle \mathbf {p} }), celkem jde tedy o 6 nezávislých parametrů
- matematické kyvadlo lze popsat pomocí výchylky (úhlu) {\displaystyle \varphi } a úhlové rychlosti {\displaystyle \omega } (případně momentu hybnosti {\displaystyle L})
- tuhé těleso lze popsat pomocí polohy {\displaystyle \mathbf {r} }, Eulerových úhlů {\displaystyle \varphi }, {\displaystyle \psi }, {\displaystyle \theta }, hybnosti {\displaystyle \mathbf {p} } a momentu hybnosti {\displaystyle \mathbf {L} }

## Termodynamika
V termodynamice je dle 2. postulátu rovnovážný stav určen souborem vnějších parametrů a jediným vnitřním parametrem, představuje tak bod ve stavovém prostoru. Například jednosložkový ideální plyn lze popsat pomocí vnitřní energie {\displaystyle U}, objemu {\displaystyle V} a počtu částic {\displaystyle N}.

## Speciální teorie relativity
Ve speciální teorii relativity je stav částice popsán čtyřvektorem polohy {\displaystyle x^{\mu }=(ct,x,y,z)} a čtyřhybností {\displaystyle P^{\mu }=(E/c,p_{x},p_{y},p_{z})}, kde {\displaystyle c} je rychlost světla, {\displaystyle E} je energie částice a {\displaystyle \mathbf {p} =(p_{x},p_{y},p_{z})} je její hybnost.

## Kvantová mechanika
V kvantové mechanice je stav popsán vektorem {\displaystyle |\psi \rangle } v Hilbertově prostoru {\displaystyle {\mathcal {H}}}. Pozorovatelné veličiny jsou popsány pomocí Hermitovských operátorů, možné hodnoty odpovídají vlastním číslům těchto operátorů. Kompatibilní pozorovatelné veličiny jsou takové veličiny, které mají společné vlastní stavy, jejich operátory komutují. Stav lze pak také charakterizovat pomocí úplného systému komutujících operátorů {\displaystyle \{{\hat {A}}_{1},{\hat {A}}_{2},\ldots ,{\hat {A}}_{n}\}} s využitím spektrálního rozkladu:
{\displaystyle {\begin{aligned}|\psi \rangle ={\hat {I}}|\psi \rangle &=\sum \limits _{a_{1}\in \sigma ({\hat {A}}_{1})}\sum \limits _{a_{2}\in \sigma ({\hat {A}}_{2})}\cdots \sum \limits _{a_{n}\in \sigma ({\hat {A}}_{n})}|a_{1},a_{2},\ldots ,a_{n}\rangle \langle a_{1},a_{2},\ldots ,a_{n}|\psi \rangle \\&=\sum \limits _{a_{1}\in \sigma ({\hat {A}}_{1})}\sum \limits _{a_{2}\in \sigma ({\hat {A}}_{2})}\cdots \sum \limits _{a_{n}\in \sigma ({\hat {A}}_{n})}c_{a_{1},a_{2},\ldots ,a_{n}}|a_{1},a_{2},\ldots ,a_{n}\rangle \end{aligned}}}
V případě spojitého spektra se namísto sumy integruje. Stav je tak plně určen komplexními amplitudami pravděpodobnosti {\displaystyle c_{a_{1},a_{2},\ldots ,a_{n}}} příslušejícími daným hodnotám kompatibilních veličin.
Příklady kvantových systémů:
- bezstrukturní částice se spinem 1/2 lze popsat pomocí projekce spinu {\displaystyle \textstyle {{\hat {S}}_{z}={\frac {\hbar }{2}}{\bigl (}{\begin{smallmatrix}1&0\\0&-1\end{smallmatrix}}{\bigr )}}}, neboli {\displaystyle {\mathcal {H}}=\mathbb {C} ^{2}} a {\displaystyle |\textstyle \psi \rangle =c_{+}|z+\rangle +c_{-}|z-\rangle ={\bigl (}{\begin{smallmatrix}c_{+}\\c_{-}\end{smallmatrix}}{\bigr )}}
- částici v trojrozměrném prostoru lze popsat pomocí vlnové funkce v souřadnicové reprezentaci {\displaystyle \psi (\mathbf {x} )\equiv \langle \mathbf {x} |\psi \rangle }